# Dønna kommun
Dønna kommun (norska: Dønna kommune) är en kommun i landskapet Helgeland i Nordland fylke i norra Norge. Kommunen är i sin helhet belägen på öar. De tre största öarna är Dønna, Løkta och Vandve. Centralort är tätorten Solfjellsjøen (Solfjellsjyen) på ön Dønna. 

## Administrativ historik
Dønna kommun bildades 1888 (som Dønnes kommun) genom en delning av Nesna kommun. 1962 slogs Dønnes kommun samman med Nordviks kommun, de delar av Herøy kommun som låg på ön Dønna och de delar av ön Løkta som låg i Nesna kommun för att bilda Dønna kommun, samtidigt som ön Tomma överfördes till Nesna kommun.

## Tätorter
I Dønna kommun finns en tätort:
- Solfjellsjøen (centralort)

## Socknar
Inom Norska kyrkan motsvaras Dønna kommun av Dønna socken i Nord-Helgelands prosteri i Sør-Hålogalands stift.

## Bilder

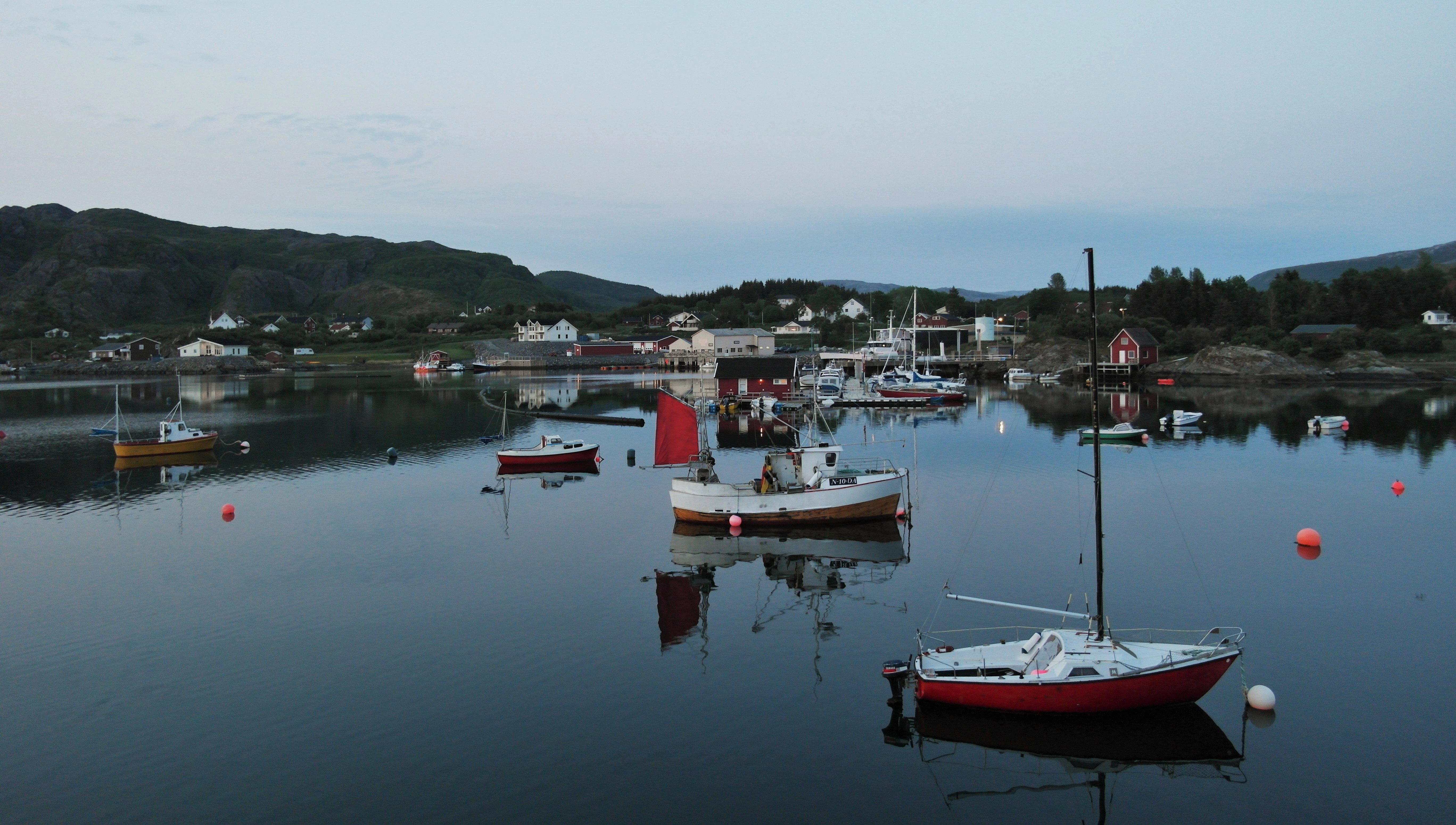
Solfjellsjøen.
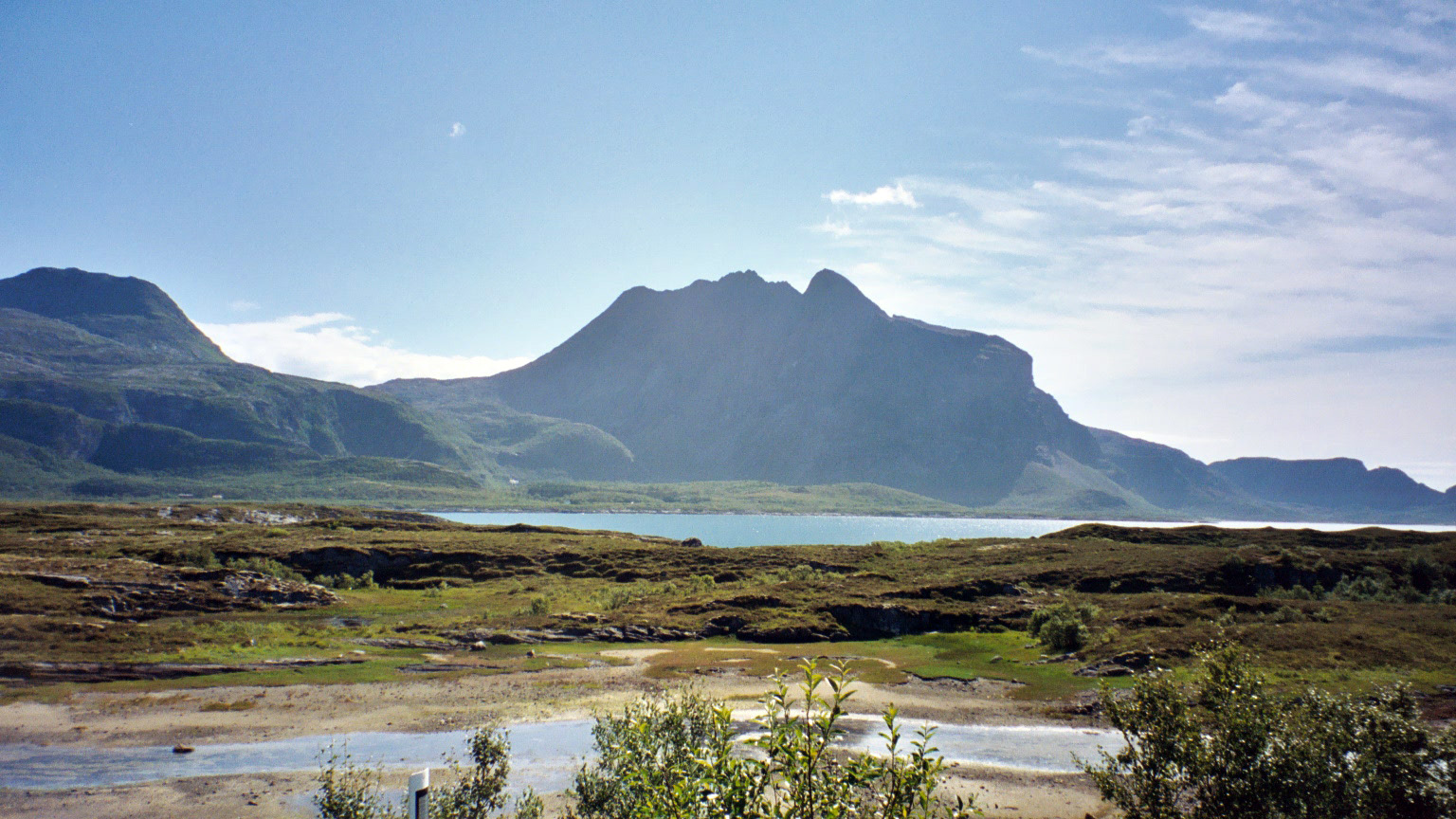
Berget Dønnmannen.
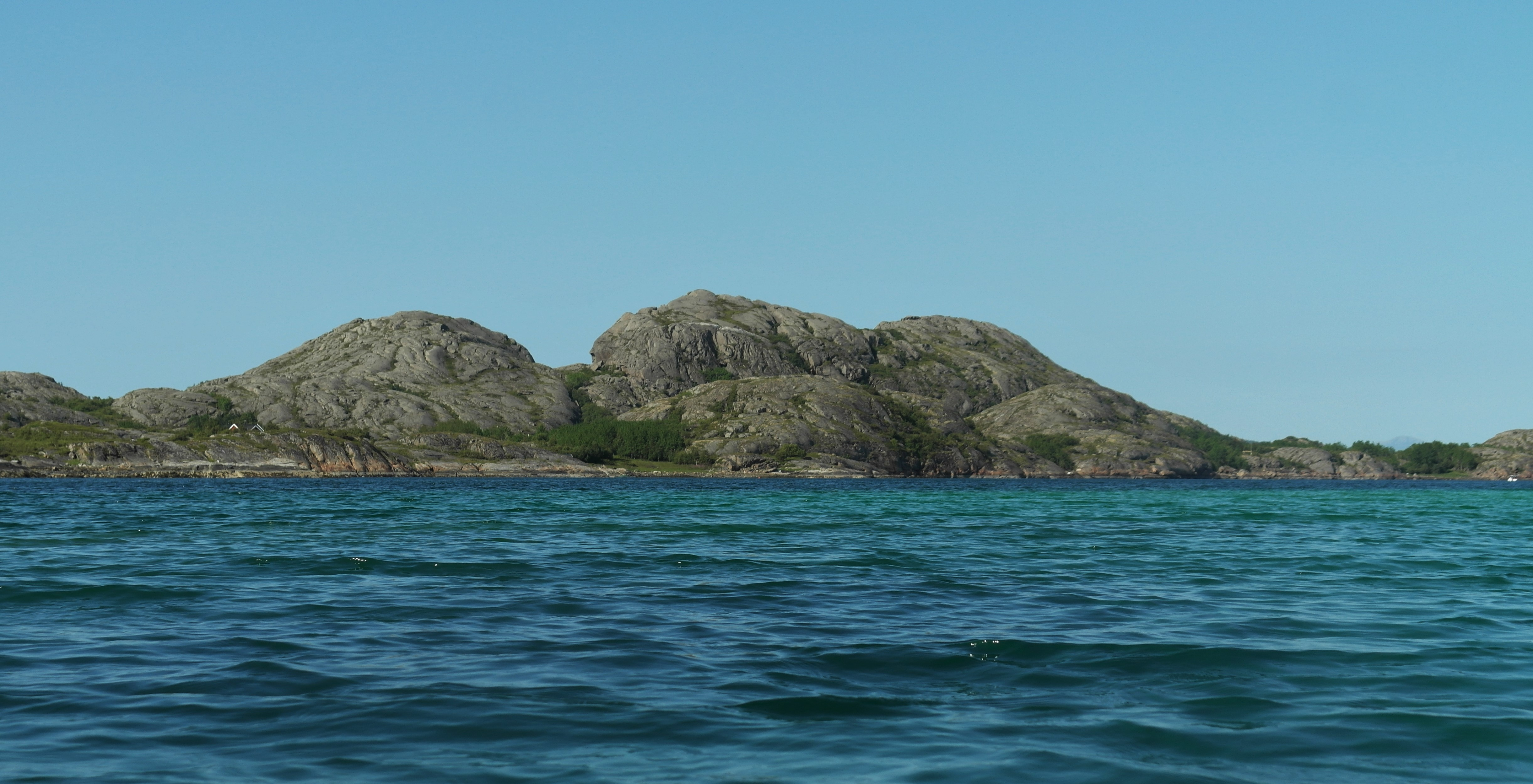
Ön Kjeøya.
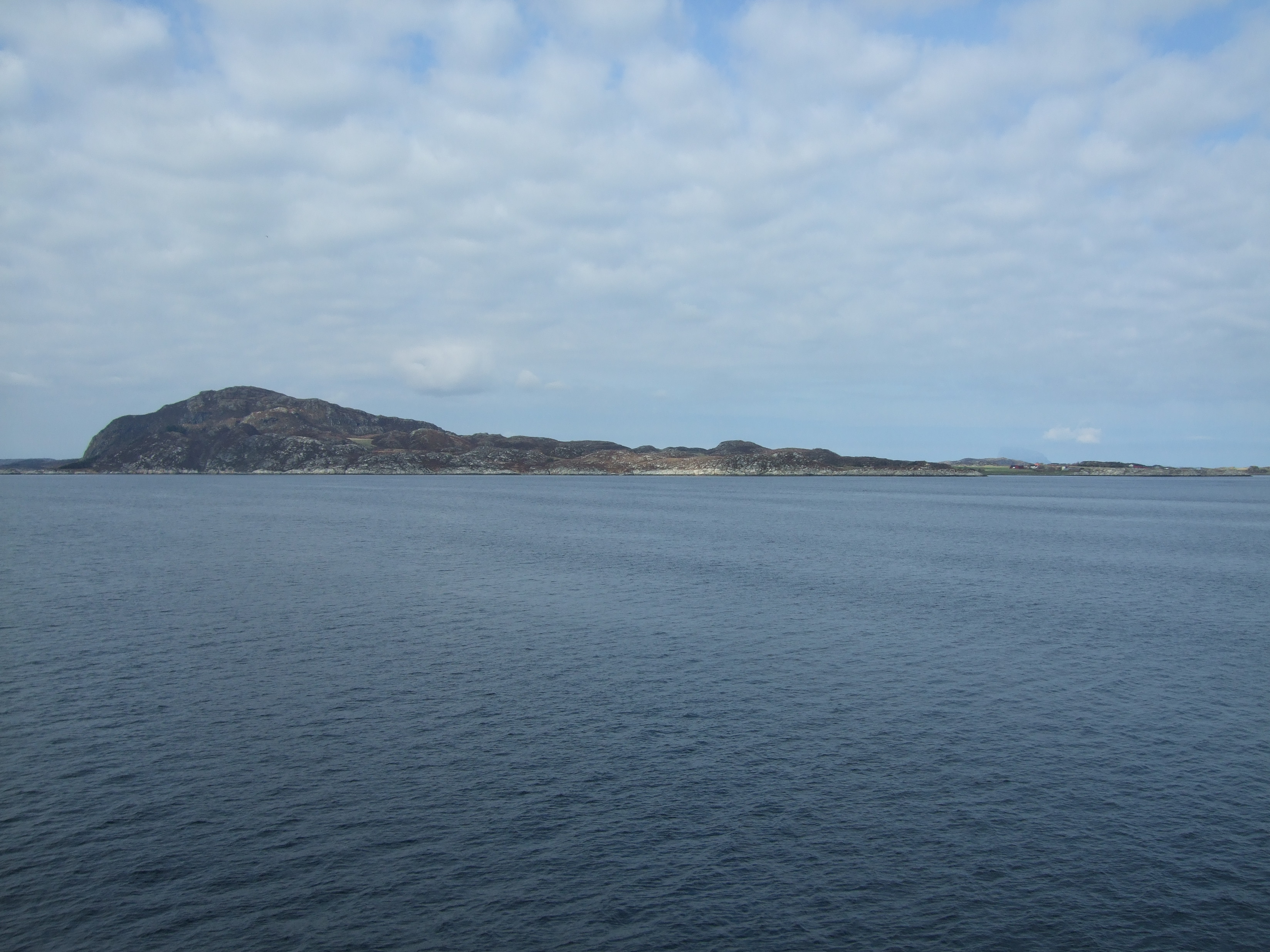
Ön Løkta.